# Весовые категории в тяжёлой атлетике
Весовые категории в тяжёлой атлетике — установленные правилами ограничения пределов веса спортсмена, в рамках которых он имеет право выступать на соревнованиях, чтобы соревновались соперники, сравнимые по физическим возможностям.
В целях усиления борьбы с допингом Международная федерация тяжёлой атлетики на своём конгрессе в Ташкенте 5 июля 2018 года ввела новую систему весовых категорий. Это в свою очередь привело к обнулению действовавших мировых рекордов и изменению нормативов для получения спортивных разрядов. Действовавшая до того система весовых категорий существовала с 1998 года. Весовые категории в тяжёлой атлетике были введены в 1905 году. Впоследствии они менялись девять раз.

## Мужчины
До июля 2018 года для мужчин существовали следующие 10 весовых категорий:
1. наилегчайший вес — до 48 кг;
2. легчайший вес — до 52 кг;
3. полулёгкий вес — до 56 кг;
4. лёгкий вес — до 60 кг;
5. полусредний вес — до 67,5 кг;
6. средний вес — до 75 кг;
7. полутяжёлый вес — до 90 кг;
8. 1-й тяжёлый вес — до 100 кг;
9. 2-й тяжёлый вес — до 110 кг;
10. сверхтяжёлый вес — более 110 кг.

5 июля 2018 года была введена новая система весовых категорий:
1. до 55 кг;
2. до 61 кг;
3. до 67 кг;
4. до 73 кг;
5. до 81 кг;
6. до 89 кг;
7. до 96 кг;
8. до 102 кг;
9. до 109 кг;
10. более 109 кг.

## Женщины
В 2018 году для женщин были установлены следующие весовые категории:
1. до 45 кг;
2. до 49 кг;
3. до 55 кг;
4. до 59 кг;
5. до 64 кг;
6. до 71 кг;
7. до 76 кг;
8. до 81 кг;
9. до 87 кг;
10. более 87 кг.